# Dasyhelea afghanica
Dasyhelea afghanica är en tvåvingeart som beskrevs av Navai 1994. Dasyhelea afghanica ingår i släktet Dasyhelea och familjen svidknott.
Artens utbredningsområde är Afghanistan. Inga underarter finns listade i Catalogue of Life.